# 영국계 캐나다인
영국계 캐나다인은 주로 영국 본토, 즉 잉글랜드, 아일랜드섬, 스코틀랜드, 웨일스, 북아일랜드를 포함하는 브리튼 제도에서 태어났거나 그곳에 조상을 둔 캐나다인을 의미한다.
영국계 캐나다인이라는 용어는 유럽계 캐나다인의 하위 집단이며, 캐나다 연방통계청에 따르면 잉글랜드계 캐나다인, 아일랜드계 캐나다인, 스코틀랜드계 캐나다인과 같이 국적별로 더 세분화될 수 있다.
2016년 기준으로, 11,211,850명의 캐나다인이 브리튼 제도 지리적 기원을 가지고 있으며, 이는 전체 캐나다 인구의 32.5%와 전체 유럽계 캐나다인 인구의 44.6%를 차지한다. 그러나 이 숫자는 원산지에서 여러 세대 떨어진 많은 영국 본토 혈통 캐나다인에게 "캐나다인" 민족 기원 범주가 인구조사에서 유일한 선택지였기 때문에 과소집계되었을 가능성이 있다.

## 용어
"영국계 캐나다인"에는 다음이 포함될 수 있다: 콘월계 캐나다인; 잉글랜드계 캐나다인 (민족적 기원과 유산을 의미하거나, 모든 민족적 기원의 영어를 사용하는(앵글로폰) 캐나다인을 의미함); 아일랜드계 캐나다인; 맨 섬인 캐나다인; 스코틀랜드계 캐나다인; 스코틀랜드-아일랜드계 캐나다인 및 웨일스계 캐나다인.

## 역사

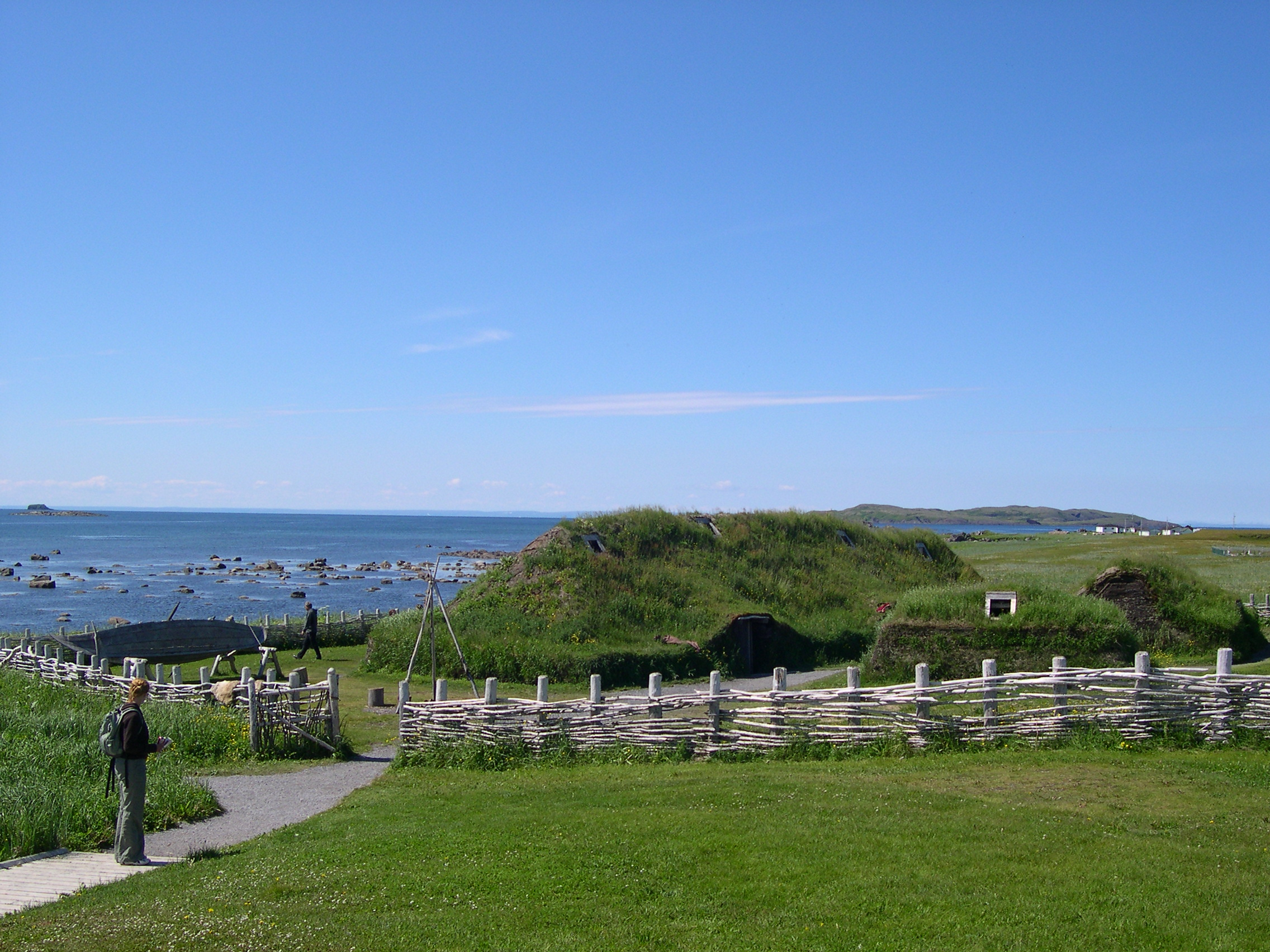
캐나다 뉴펀들랜드에 있는 유네스코 지정 랑스 오 메도즈 유적지의 노르웨이 건축물 재현. 고고학적 증거는 이 유적지에서 철기 제작, 목공, 보트 수리가 이루어졌음을 보여준다.

캐나다가 될 지역에 브리튼 제도 출신 개인이 처음으로 기록된 것은 붉은 에이리크의 사가와 1010년경 빈란드(문자 그대로 초원의 땅)로 향한 바이킹 원정에서 비롯된다. 빈란드는 뉴펀들랜드섬을 지칭하는 것으로 추정된다. 바이킹 왕자 토르핀 카를세프니는 스코틀랜드 노예 두 명을 빈란드로 데려갔다. 랑스킵이 해안에 정박했을 때, 그들은 노예들을 해안으로 보내 해안가를 따라 달리게 하여 나머지 승무원들이 따라가는 것이 안전한지 측정하게 했다. 스코틀랜드인들이 인간이나 동물에게 공격받지 않고 하루를 보낸 후, 바이킹들은 밤을 해안에서 보내는 것이 안전하다고 판단했다. 원정은 3년 후에 중단되었고, 원래의 사가는 구전으로 전해지다가 250년 후에 기록되었다.

### 16세기
영국계 캐나다 역사는 16세기 뉴펀들랜드섬에 영국 정착지를 건설하려는 시도에서 시작된다. 현재의 캐나다에서 최초의 영국 정착지는 1583년 뉴펀들랜드의 세인트존스였다. 뉴펀들랜드 인구는 아일랜드인과 잉글랜드인의 이민으로 크게 영향을 받았는데, 이는 아일랜드 대기근 이전 수십 년간의 이동 어업의 결과였다.
현재의 캐나다 지역에서 아일랜드인의 존재가 처음 기록된 것은 1536년, 코크 출신 아일랜드 어부들이 뉴펀들랜드로 여행했을 때였다.

### 18세기
현재의 노바스코샤주를 형성하는 지역은 18세기에 영국과 프랑스 사이에 분쟁이 있었다. 포트 로열, 루이부르, 현재의 프린스에드워드아일랜드주에 있던 프랑스 정착지들은 영국에 의해 점령되었다. 1713년 위트레흐트 조약으로 프랑스 식민지 아카디아(오늘날의 본토 노바스코샤주와 뉴브런즈윅주)가 영국에 할양된 후, 주를 식민지화하려는 노력은 캔소와 애나폴리스 로열의 작은 정착지로 제한되었다.
1749년에 에드워드 콘월리스 대령은 약 3천 명의 사람들을 체북토 반도에 정착시키기 위한 원정대의 지휘를 맡았는데, 이들 중 많은 이들이 코크니 출신이었다. 콘월리스의 정착지인 핼리팩스는 주의 주도, 마리타임 주의 주요 상업 중심지, 전략적인 영국 군사 및 해군 전초 기지, 그리고 중요한 동부 해안 문화 중심지가 될 것이다. 아카디아인의 가톨릭 존재를 상쇄하기 위해 외국 개신교도(주로 독일인)에게 땅이 주어졌고 루넨버그를 설립했다. 노바스코샤 자체는 스코틀랜드에서 상당한 이민을 보았는데, 특히 주의 북부에 있는 픽투와 케이프브레턴섬과 같은 공동체에 많이 유입되었으나, 이는 1773년 헥터의 도착과 함께 시작되었다.
1759년 누벨프랑스가 영국에 함락된 후, 식민 통치 계급이 퀘벡 시에 자리 잡았다. 미국 독립 혁명 이후 더 많은 수의 영어를 사용하는 정착민들이 이스턴 타운십과 몬트리올에 도착했다.
많은 수가 처음에 뉴햄프셔주에 정착했던 대규모 얼스터스코트인 집단이 1761년 트루로로 이주했다.
뉴브런즈윅주는 많은 스코틀랜드인의 고향이 되었다. 1761년, 하이랜드 연대가 포트 프레데릭에 주둔했다. 1762년 브루스 대위가 측량한 주변 토지는 2년 후 케이스네스의 윌리엄 데이비슨이 정착하면서 많은 스코틀랜드 상인들을 끌어들였다. 이들의 수는 미국 독립 혁명 중과 후에 도착한 수천 명의 스코틀랜드 출신 왕당파들의 도착으로 늘어났다. 뉴브런즈윅과 캐나다의 가장 유명한 연대 중 하나는 1776년에 설립된 "더 킹스 퍼스트 아메리칸 연대"였다. 이 연대는 주로 하이랜더들로 구성되었고, 많은 이들이 백파이프 소리에 맞춰 전통적인 킬트를 입고 싸웠다. 이 연대는 브랜디와인 전투에서 워싱턴의 군대를 격파하며 명성을 떨쳤다. 전쟁 후 해체되었을 때, 대부분의 대원들은 뉴브런즈윅에 정착했다.
1772년에 게일족 물결이 프린스에드워드아일랜드주에 도착하기 시작했고, 1773년에는 헥터 호가 200명의 게일족을 픽투로 데려오면서 새로운 하이랜드 이민의 물결이 시작되었다. 이 도시의 슬로건은 "뉴 스코틀랜드의 발상지"이다. 18세기 말, 케이프브레턴섬은 스코틀랜드 게일족 정착의 중심지가 되어 스코틀랜드 게일어만 사용되었다. 또한 1783년 미국에서 도피한 영국 왕실에 충성하는 여러 스코틀랜드 왕당파들이 글렌게리 카운티(동부 온타리오주)와 노바스코샤에 도착했다.
프린스에드워드아일랜드주 (PEI) 또한 스코틀랜드 게일족 정착민들의 영향을 많이 받았다. PEI의 저명한 정착민 중 한 명은 존 맥도널드 오브 글레날라데일이었는데, 그는 컬로든 전투 이후 게일족을 대규모로 노바스코샤로 보내는 아이디어를 구상했다. 18세기 후반, 주로 하이랜드 출신의 가톨릭 신자 정착민들이 대거 유입되면서 맥도널드라는 이름은 여전히 섬에서 지배적이다.
영국계 캐나다인의 역사는 북미, 특히 뉴잉글랜드의 영국인 정착 역사와 밀접하게 관련되어 있는데, 이는 미국 독립 혁명 이후 많은 왕당파들이 캐나다의 일부를 형성할 지역으로 재정착했기 때문이다. 1783년 이후 미국 북부로 재정착한 5만 명의 왕당파 중 많은 이들은 이미 북미에서 여러 세대 동안 정착했으며 보스턴, 뉴욕 및 기타 동부 해안 도시의 저명한 가문 출신이었다. 이 정착민들은 주로 영국계 혈통이었지만, 위그노 및 네덜란드인 식민지 개척자들과 혼인했으며 아프리카계 왕당파들도 동반했다. 혁명 전쟁이 끝난 후 재산을 몰수당한 왕당파들은 주로 노바스코샤 남부, 펀디만, 세인트존강 해안과 몬트리올 동남부의 퀘벡에 정착하기 위해 난민으로 도착했다. 뉴브런즈윅주 식민지는 이 새로운 영어권 정착민들의 주도로 노바스코샤 서부에서 만들어졌다. 퀘벡 남서부의 왕당파 정착지는 나중에 어퍼캐나다 주가 되고, 1867년 이후 온타리오주가 될 지역의 핵심을 형성했다.
18세기 말, 케이프브레턴섬은 스코틀랜드 게일어만 사용되던 스코틀랜드 게일어 정착의 중심지가 되었다. 18세기와 19세기 내내 캐나다 게일어는 노바스코샤주, 프린스에드워드아일랜드주, 온타리오주의 글렌게리 카운티와 같은 "영어를 사용하는" 캐나다의 대부분 지역에서 모국어로 사용되었다. 게일어는 캐나다에서 세 번째로 많이 사용되는 언어였다.
웨일스 지도 제작자 데이비드 톰슨은 18세기 후반과 19세기 초반 노스 웨스트 회사의 위대한 탐험가 중 한 명이었으며, 종종 "캐나다 최고의 지리학자"라고 불린다. 그는 130,000킬로미터를 도보로 이동하며 탐험 초기 미국-캐나다 국경의 대부분을 측량했다.

### 19세기
틀:Sources needed
어퍼캐나다는 19세기 캐나다로 이주한 잉글랜드인, 스코틀랜드인, 얼스터스코트인 정착민들의 주요 목적지였으며, 대영 제국과 미국 사이의 미영 전쟁에서 최전선에 있었다.
스코틀랜드 게일족의 또 다른 대규모 집단은 캐나다로 이주하여 1803년에 프린스에드워드아일랜드에 정착했다. 이 이주는 주로 스카이섬에서 왔으며, 셀커크 백작, 로드 토머스 더글러스, 제5대 셀커크 백작이 조직했다. 크로프터(하이랜드의 소작농)들의 곤경에 동정심을 가졌던 백작은 800명의 식민지 개척자들을 프린스에드워드아일랜드로 데려왔다. 1811년, 그는 레드 리버 식민지를 스코틀랜드 식민지화 프로젝트로 설립했는데, 이는 나중에 매니토바주가 될 지역의 300,000제곱킬로미터(120,000제곱마일) 면적에 걸쳐 있었다. 이 토지는 허드슨 베이 회사로부터 부여받았으며, 이를 셀커크 양보라고 한다.
18세기 후반과 19세기 초반에 워터퍼드주 출신 아일랜드인들이 뉴펀들랜드에 영구 정착한 후, 미영 전쟁 이후 수십 년 동안 캐나다 다른 지역으로의 아일랜드인 이민이 증가하기 시작했으며, 이는 캐나다 대이주의 중요한 부분을 형성했다. 1825년에서 1845년 사이에 캐나다로 이주한 모든 이민자의 60%는 아일랜드인이었으며, 1831년 한 해에만 약 34,000명이 몬트리올에 도착했다. 1830년에서 1850년 사이에 624,000명의 아일랜드인이 도착했는데, 이 시기 말에 캐나다 주의 인구는 240만 명이었다. 어퍼캐나다(온타리오)와 로어캐나다(퀘벡) 외에 노바스코샤주, 프린스에드워드아일랜드주, 뉴브런즈윅주, 특히 세인트존과 같은 해양 식민지들이 도착 지점이었다. 모두 머물지 않았으며, 많은 이들이 다음 수십 년 동안 미국이나 서부 캐나다로 이주했다. 아일랜드로 돌아간 사람은 거의 없었다.
어시니보이아(현재의 매니토바주의 일부)에 대한 최초의 잉글랜드와 스코틀랜드 정착 노력은 1811년에 토머스 더글러스, 셀커크 경의 후원으로 약 300명의 스코틀랜드인 정착민들을 포함했다.
웨일스인의 캐나다 이주를 장려하는 첫 번째 노력 중 하나는 1812년에 웨일스 출신 존 매튜스가 가족을 캐나다로 데려오려 했을 때 시작되었다. 매튜스는 어린 나이에 집을 떠나 미국에서 성공적인 사업가가 되었다. 웨일스로 돌아왔을 때, 그는 가족이 빈곤하게 살고 있는 것을 발견하고 캐나다로 이주해야 한다고 확신하게 되었다. 1817년에 그의 가족은 현재 런던 (온타리오주) 근처의 사우스월드 타운십에 정착했다. 1812년까지 그는 콜로넬 토머스 탤벗이 부여한 100-에이커 (0.40 km2) 부지에 집을 지을 더 많은 친척들을 데려왔다.
1800년대 몬트리올에는 잉글랜드, 스코틀랜드, 아일랜드 공동체가 형성되었다. 몬트리올은 캐나다에서 가장 큰 도시이자 상업 중심지가 되었다.
스코틀랜드와 얼스터에서 이민자들의 지속적인 유입으로 인해 1843년에는 뉴브런즈윅에 30,000명 이상의 스코틀랜드인이 있었다.
브리티시컬럼비아의 광범위한 잉글랜드, 스코틀랜드, 아일랜드 정착은 1843년 포트 빅토리아의 설립과 1849년 밴쿠버 아일랜드 식민지의 후속 설립으로 본격적으로 시작되었다. 수도인 빅토리아는 대영 제국의 절정기에 발전했으며 오랫동안 "잉글랜드인보다 더 잉글랜드적"이라고 스스로를 표현했다.

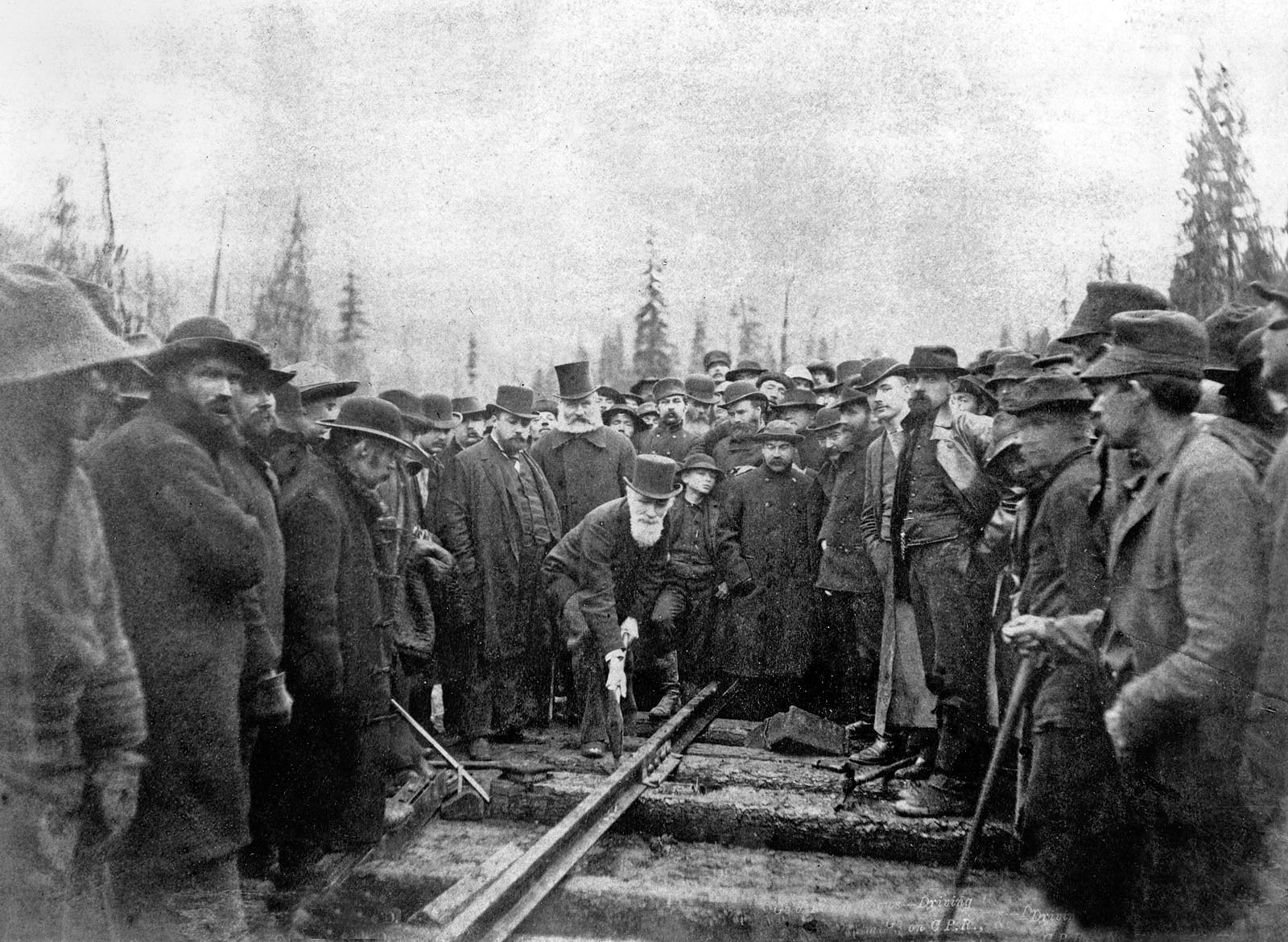
스코틀랜드계 캐나다인 스트라스코나 경이 1885년 11월 7일 크레이그엘라키에서 캐나다 태평양 철도의 마지막 스파이크를 박고 있다.

아일랜드 대기근(1845–1852) 동안 캐나다는 아일랜드에서 심각한 상황에 처해 떠나온 가장 가난한 아일랜드 가톨릭 신자들을 받아들였다. 아일랜드의 토지 소유주들은 세입자들을 내쫓아 빈 재목선에 태워 보내거나, 경우에 따라서는 운임을 지불하기도 했다. 다른 이들은 리버풀과 코크의 혼잡한 부두에서 배를 타고 떠났다. 19세기 및 그 이전에 캐나다와 미국으로 온 아일랜드 이민자들 대부분은 아일랜드어를 사용하는 사람들이었고, 도착 당시 다른 언어를 모르는 사람도 많았다.
노바스코샤에 최초의 영어권 정착지가 건설될 때 나타났던 프랑스-영국 간의 긴장은 19세기 후반 프레리에서도 재현되었다.

### 20세기
```
틀:Sources
```

1902년, 아르헨티나에 1881년에 편입된 파타고니아에서 웨일스 이민자들이 도착했다. 의무 군사 복무와 웨일스 농부들의 농작물을 망가뜨린 일련의 홍수로 인해 일부 이민자들은 서스캐처원 뱅고어 근처의 르웰린으로 재정착하여 다시 농업을 시작했다. 웨일스 농부들의 공동체는 또한 포노카 근처의 우드 리버에도 설립되었다.

## 인구 통계

### 인구
| 연도     | 인구       | 총인구 대비 % |
| -------- | ---------- | ------------- |
| 1871 :17 | 2,110,502  | 60.546%       |
| 1881 :17 | 2,548,514  | 58.928%       |
| 1901 :17 | 3,063,195  | 57.029%       |
| 1911 :17 | 3,999,081  | 55.492%       |
| 1921 :17 | 4,868,738  | 55.402%       |
| 1931 :17 | 5,381,071  | 51.857%       |
| 1941 :17 | 5,715,904  | 49.675%       |
| 1951 :17 | 6,709,685  | 47.894%       |
| 1961 :17 | 7,996,669  | 43.846%       |
| 1971 :17 | 9,624,115  | 44.622%       |
| 1981     | 11,110,925 | 46.135%       |
| 1986     | 12,371,485 | 49.442%       |
| 1991     | 12,047,920 | 44.632%       |
| 1996     | 10,647,625 | 37.323%       |
| 2001     | 9,971,615  | 33.644%       |
| 2006     | 11,098,610 | 35.526%       |
| 2011     | 11,343,710 | 34.529%       |
| 2016     | 11,211,850 | 32.536%       |

## 같이 보기
- 유럽계 캐나다인
- 잉글랜드계 캐나다인
- 아일랜드계 캐나다인
- 스코틀랜드계 캐나다인
- 웨일스계 캐나다인
- 영국령 북아메리카
- 브리티시컬럼비아주
- 영국계 미국인
- 캐나다 영국인
- 영국-캐나다 관계

## 내용주
1. 1 2 3 4 5  통계는 브리튼 제도의 모든 조상 민족 문화적 배경을 포함한다. 또한, 1996년 이후 인구조사 인구는 "캐나다인" 민족 기원 범주가 생성되었기 때문에 과소집계되었다.[b]

1. 1 2  캐나다 연방통계청의 반십년 인구조사에서는 공식적으로 이 지역의 다양한 민족과 민족성을 "영국 본토 출신"이라는 이름으로 사용한다. 2016년,[1] 2011년,[2] 또는 2006년[3] 인구조사를 예시로 참조하라
2. ↑  캐나다 시민은 모두 캐나다의 국적법에 따라 "캐나다인"으로 분류된다. 그러나 1996년부터 "캐나다인"은 민족 집단으로서 가능한 조상을 묻는 인구조사 설문지에 추가되었다. "캐나다인"은 영어 설문지에 예시로 포함되었고 "Canadien"은 프랑스어 설문지에 예시로 포함되었다. "이 선택에 응답한 대부분의 응답자는 처음 정착된 국가의 동부 지역 출신이다. 응답자들은 일반적으로 유럽인(앵글로폰 및 프랑코폰)으로 보이지만, 더 이상 자신의 민족 조상 기원을 스스로 식별하지 않는다. 이 응답은 조상 혈통으로부터의 다중 또는 세대적 거리 때문으로 attributed된다.
출처 1: Jack Jedwab (April 2008). “Our 'Cense' of Self: the 2006 Census saw 1.6 million 'Canadian'” (PDF). Association for Canadian Studies. 2011년 10월 2일에 원본 문서 (PDF)에서 보존된 문서. 2011년 3월 7일에 확인함. "Virtually all persons who reported “Canadian” in 1996 had English or French as a mother tongue, were born in Canada and had both parents born inside Canada. This suggests that many of these respondents were people whose families have been in this country for several generations. In effect the “new Canadians” were persons that previously reported either British or French origins. Moreover in 1996 some 55% of people with both parents born in Canada reported Canadian (alone or in combination with other origins). By contrast, only 4% of people with both parents born outside Canada reported Canadian. Thus the Canadian response did not appeal widely to either immigrants or their children."(Page 2)
출처 2: Don Kerr (2007). 《The Changing Face of Canada: Essential Readings in Population》. Canadian Scholars' Press. 313–317쪽. ISBN 978-1-55130-322-2.

### 참고 문헌
- Campbell, Wilfred; Bryce, George (1911). 《The Scotsman in Canada》. The Musson Book Company.